# داس‌نوک نوک‌قهوه‌ای
داس‌نوک نوک‌قهوه‌ای (نام علمی: Campylorhamphus pusillus) نام یک گونه از سرده داس‌نوک‌ها است.